# 吕村 (弗里堡州)

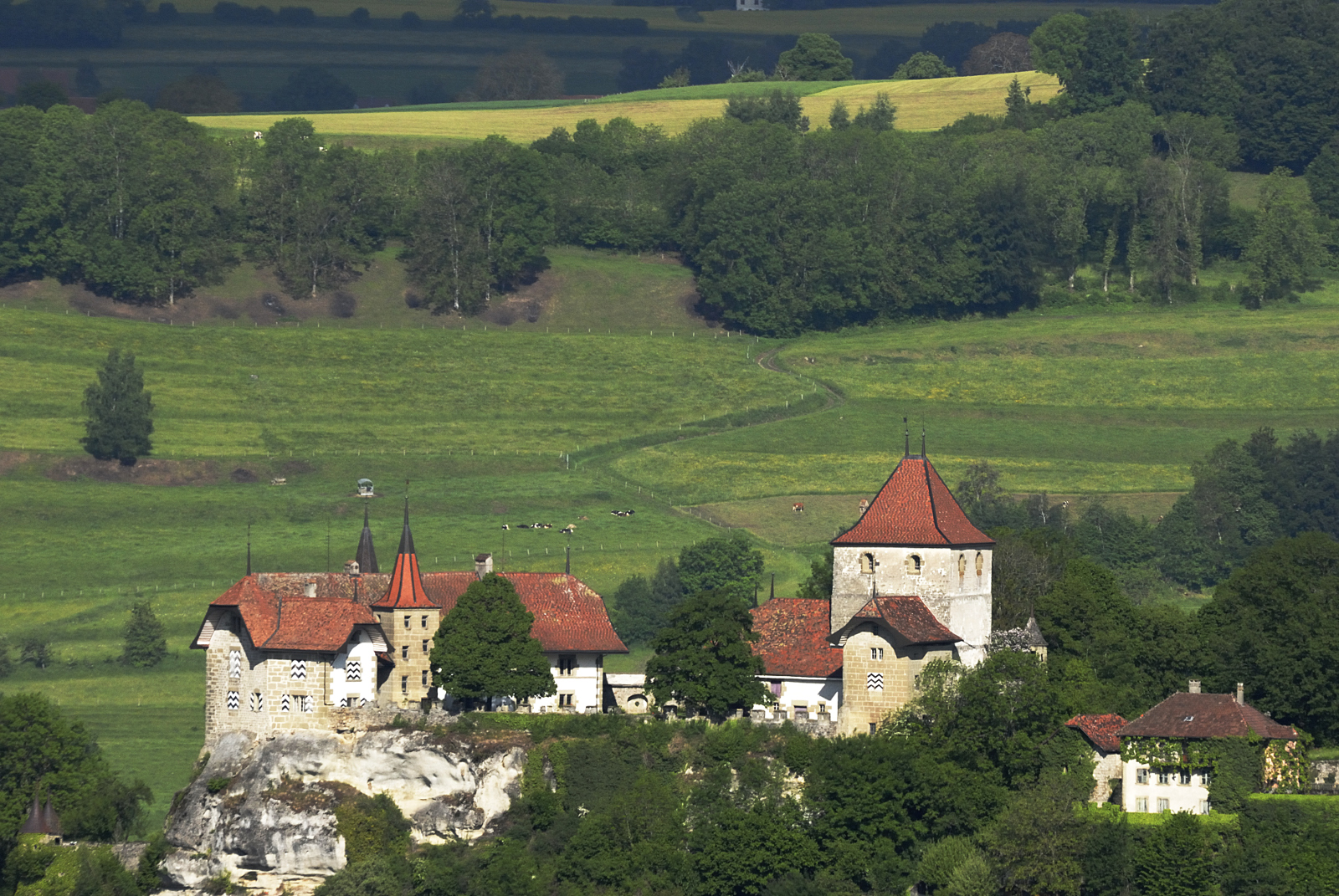

呂村（法語：Rue，法語發音：[ʁy] ⓘ）是瑞士的城鎮，位於該國西部，由弗里堡州負責管轄，面積11.21平方公里，海拔高度675米，2011年人口1,265，八成人口信奉羅馬天主教，人口密度每平方公里113人。

## 外部連結
- Official website（页面存档备份，存于） （法文）